# Tonsilla palatina

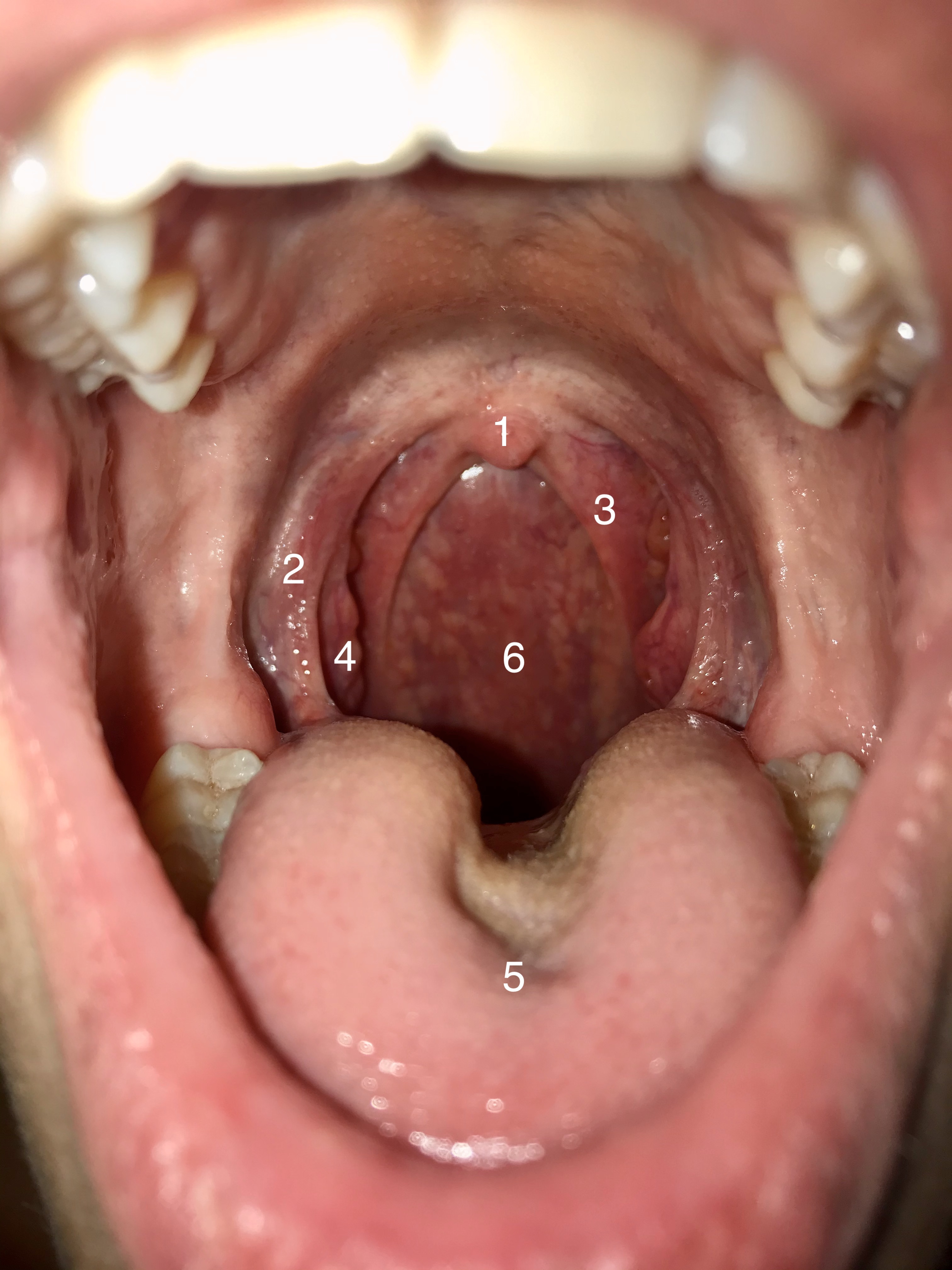
Blick in den Rachen. 1 Gaumenzäpfchen, 2 vorderer Gaumenbogen, 3 hinterer Gaumenbogen, 4 Tonsilla palatina, 5 Zunge

Die Tonsilla palatina (Gaumenmandel) ist ein paariges, mandelförmiges, lymphatisches Organ zwischen vorderem und hinterem Gaumenbogen, das zum lymphatischen Rachenring gehört. Sie kommt beim Menschen und bei den meisten Säugetieren vor, beim Schwein ist sie nicht ausgebildet. Die Gaumenmandel dient, wie alle Tonsillen, der Abwehr von Krankheitserregern.

## Lage und Aufbau

### Mensch

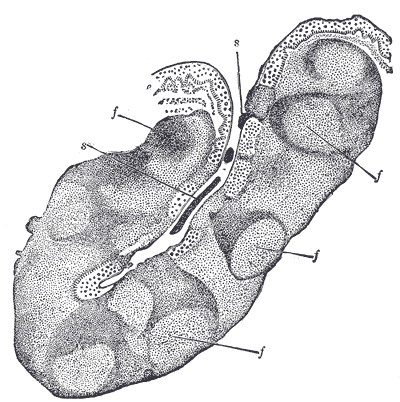
Histologischer Schnitt durch eine Krypte

Die Gaumenmandeln liegen beidseits in der Nische zwischen vorderem und hinterem Gaumenbogen, der sogenannten Mandelbucht (Fossa tonsillarisoder Sinus tonsillaris), welche den Rest der zweiten Schlundtasche darstellt. Seitlich sind sie von einer Bindegewebskapsel umgeben, in der auch die Nerven und Gefäße verlaufen. Die Gaumenmandeln sind von mehrschichtigem, unverhorntem Plattenepithel überzogen. Die Oberfläche der Tonsillen wird durch 10 bis 25 spaltförmige Einsenkungen vertieft, die als Krypten bezeichnet werden. Sie reichen tief in die Mandeln hinein, verleihen ihnen ihr zerklüftetes Aussehen und vergrößern die Oberfläche auf 300 cm2. Am Rande der Krypten liegen Lymphfollikel. Die Mandel hat keine Mark-Rinden-Gliederung und keinen Randsinus. Im Stroma findet sich quergestreifte Muskulatur.
In diesen Einsenkungen sammeln sich in geringen Mengen Speisereste an, die bakteriell besiedelt sind. Von Seiten der Mandeln kommen noch Leukozyten hinzu sowie abgeschilferte Epithelzellen. Dieses Gemisch, das man Detritus nennt, sammelt sich in den Hohlräumen und dort findet nun der Immunkontakt zwischen Körper und Außenwelt statt. Deshalb werden die Mandeln auch manchmal als „physiologische Wunden“ bezeichnet. Regelmäßig werden die Krypten entleert, so dass sich neue Speisereste mit neuen Bakterien hineindrücken und die weißen Blutkörperchen die neuen Bakterien „kennenlernen“ können. Diese Entleerung ist manchmal in Form der weißen Tonsillarpfröpfe sichtbar (Tonsillenstein). Die Ausscheidung dieser Mandelpfröpfe wird von Laien oft fälschlich als eine Mandelentzündung interpretiert. Detritus allein, ohne weitere Beschwerden wie Schmerzen, Krankheitsgefühl oder Fieber ist kein Anzeichen für eine Entzündung, sondern vollkommen physiologisch. Sie können aber auch Ursache für Mundgeruch sein. Größere Tonsillensteine können zudem Halsschmerzen oder Schluckbeschwerden auslösen.

### Übrige Säugetiere
Bei Raubtieren liegt die Rachenmandel in einer kleinen Schleimhauttasche. Die Grubenmandel hat bei ihnen keine Bälge. Bei Hunden ist sie walzenförmig, bei der Katze halbkugelig. Beim Rind ist sie eine etwa walnußgroße Grubenmandel mit Bälgen, die in die Seitenwand des Mundrachens eingebettet ist. Bei Schafen und Ziegen ist die Tonsilla palatina eine Beetmandel mit Bälgen und besitzt 3 bis 6 tiefe Mandelgrübchen (Fossulae tonsillares). Bei Pferden ist sie eine Beetmandel mit Bälgen und erhebt sich als etwa 10 cm langer und 2 cm breiter Wulst zwischen Plica glossepiglottica mediana und der Basis des Kehldeckels und Gaumenbogen.

## Blutversorgung
Die Tonsilla palatina wird durch folgende Arterien versorgt:
- Arteria palatina descendens aus der Arteria maxillaris
- Arteria palatina ascendens aus der Arteria facialis
- Rami tonsillares aus der Arteria lingualis

Diese Arterien können bei einer Tonsillektomie verletzt werden und zu starken Blutungen führen.
Der venöse Abfluss erfolgt über das Rachengeflecht (Plexus venosus pharyngeus) in die Vena jugularis interna.
Die sensible Nervenversorgung erfolgt durch den Nervus glossopharyngeus (IX. Hirnnerv), dessen Fasern für die Gaumenmandel vom Ganglion pterygopalatinum über die Nervi palatini minores und deren Rami tonsillares zum Organ ziehen, und den Nervus maxillaris.
Regionaler Lymphknoten ist der Lymphonodulus jugulodigastricus.

## Entwicklung
Die Gaumenmandel entsteht aus der Tonsillarbucht der zweiten Schlundtasche. Ihre volle Entfaltung erreichen sie beim Menschen im 6. bis 10. Lebensjahr.

## Erkrankungen

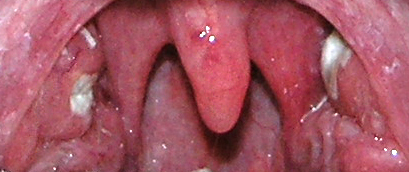
Eitrige Entzündung der Gaumenmandeln

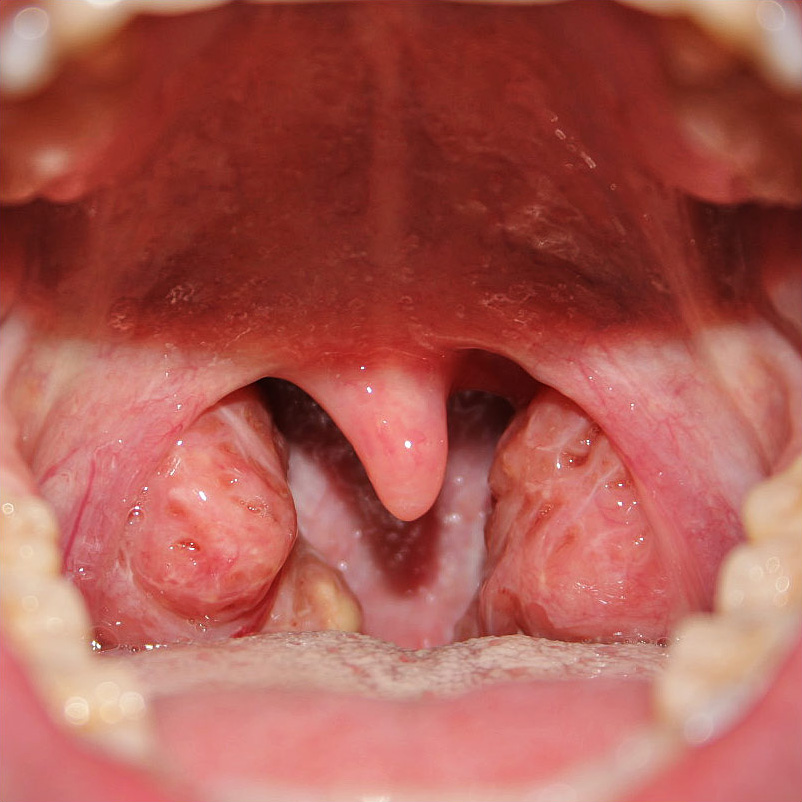
Entzündete bzw. vergrößerte Gaumenmandeln

Eine entzündliche Vergrößerung der Mandeln engt den Rachen ein, verursacht Halsschmerzen wie Schluckbeschwerden, kann von Fieber begleitet sein und wird umgangssprachlich auch als Erkältung mit Halsentzündung bezeichnet. Häufig sind Viren dafür verantwortlich; dann ist keine spezifische Therapie möglich, sondern nur eine symptomatische. Bei bakteriellen Entzündungen wie der Angina Plaut-Vincent kann eine antibiotische Therapie angezeigt sein. Eine Entzündung der Gaumenmandel wird auch als Angina tonsillaris bezeichnet (häufig inkorrekt zu Angina abgekürzt).
Eine Angina tonsillaris kann entweder eine örtlich begrenzte Entzündung sein oder als Symptom von Allgemeinerkrankungen (beispielsweise bei Diphtherie, Scharlach, Typhus, Syphilis, Pfeiffer-Drüsenfieber) auftreten und auch noch weitere Mandeln des lymphatischen Rachenrings betreffen.
Bei rezidivierenden eitrigen Entzündungen oder einer akuten Eiteransammlung (Abszess) kann eine Tonsillektomie, eine chirurgische Entfernung der Gaumenmandel, nötig sein.